# Sutton Bridge
Sutton Bridge is een civil parish in het bestuurlijke gebied South Holland, in het Engelse graafschap Lincolnshire met 4454 inwoners.